# Житловий кодекс України
Житловий кодекс України є визначальним в системі законодавчих актів, якими регулюються житлові відносини в Україні. Кодекс був прийнятий Верховною Радою Української РСР 30 червня 1983 року.
Кодекс був введений у дію з 1 січня 1984 року. Діє в Україні в частині, яка не суперечить чинному українському законодавству. Житловий кодекс України регулює відносини, пов'язані з житловими приміщеннями та їх використанням, з житловими правами громадян.

## Основні положення
Житловий кодекс визначає зміст і структуру житлового фонду, призначення жилих будинків і приміщень, порядок виключення з житлового фонду останніх, житлові права і обов'язки громадян, регулює питання забезпечення громадян жилими приміщеннями, користування ними та інші, пов'язані з наймом приміщень державного та громадського житлового фонду, користуванням службовими жилими приміщеннями, гуртожитками, жилими приміщеннями у будинках житлово-будівельних кооперативів, приватному житловому фонді, забезпеченням схоронності житлового фонду, з його експлуатацією та ремонтом, відповідальністю за порушення житлового законодавства.
Ідеологія Кодексу базується на житлових відносинах, в яких наймодавцем виступає держава.
Житловий кодекс України є базовим законом для сфери ЖКГ. У Кодексі присутні ряд застарілих положень, що заважають життєдіяльності суспільства та ускладнюють функціонування житлово-комунального господарства в умовах ринкової економіки, та які не можна вважати достатньою основою для реформування і розвитку житлової сфери.
Кодекс визначає структуру житлового права й досі, хоча й не відповідає сучасній ситуації та потребам суспільства побудови ринкової економіки. Він лише частково враховує нові нормативні акти, майже не відтворює питань, пов'язаних з приватизацією житла та утриманням приватизованого та приватного житлового фонду, особливостей його експлуатації та ремонту.
Житловий кодекс України потребує приведення у відповідність із окремими положеннями Конституції України та узгодженням з Цивільним кодексом України та переробки або розробки нового Житлового кодексу України як кодифікованого акту, з систематизацією основних законодавчих актів в цій сфері та чітким визначенням принципів його побудови, що поєднають соціальну захищеність населення та ринкові відносини у житлово-комунальному господарстві.

## Структура
Житловий кодекс України містить 193 статті і складається з 7 розділів.
Розділ 1 встановлює основи статусу житлового фонду, загальні житлові права та обов'язки громадян.
Розділ 2 визначає засади управління житловим фондом: компетенцію органів влади, функції організацій, що здійснюють управління житловим фондом.
Розділом 3 регулюється порядок здійснення прав на житло, який розрізняється залежно від виду приміщень: в будинках державного та громадського житлового фонду, службові приміщення, гуртожитки, в будинках житлово-будівельних кооперативів, в будинках приватного житлового фонду. Це включає визначення порядку надання приміщень, вступу до житлово-будівельних кооперативів, надання приміщення в найом або піднайом, визначення підстав виселення з приміщень.
Порядок забезпечення схоронності, ремонту житлового фонду регулюється розділом 4.
Розділ 5 встановлює відповідальність за порушення житлового законодавства.
Розділ 6 визначає, що житлові спори вирішуються судом.
Розділ 7 (Заключні положення) встановлює порядок забезпечення жилими приміщеннями громадян, направлених за кордон, а також містить положення яким визначено, якщо в міжнародному договорі України встановлено інші правила, ніж передбачені житловим законодавством України, то застосовуються правила міжнародного договору.

## Основне завдання Житлового кодексу
Основним завданням Житлового кодексу має бути створення механізму реалізації положення статті 47 Конституції України, відповідно до якого держава формує умови, за яких громадянин матиме змогу побудувати житло, придбати його у власність або взяти в оренду, а громадянам, які потребують соціального захисту, житло надається безоплатно або за доступну для них плату. Житловий кодекс України не встановлює конкретного механізму реалізації соціально значущого положення Конституції України.

## Недоліки
Суттєвим недоліком, на сьогодні, можна вважати відсутність законодавчого визначення поняття комунальний житловий фонд. Розподіл державного житлового фонду на відомчий житловий фонд і фонд місцевих рад народних депутатів не відповідає конституційним положенням, які визначають право комунальної власності як самостійний вид права власності і не враховує того, що згідно з Постановою Кабінету Міністрів України «Про розмежування державного майна України між загальнодержавною (республіканською) власністю і власністю адміністративно-територіальних одиниць (комунальною) власністю» від 5.11.91 № 311 державний житловий та нежитловий фонд Рад народних депутатів, житлово-експлуатаційні, житлово-комунальні, ремонтно-будівельні та інші організації, пов'язані з
обслуговуванням та експлуатацією цього житлового фонду було передано у комунальну власність.
Істотним недоліком Житлового кодексу України є те, що в ньому не відображено сучасне співвідношення приватного та державного (комунального) житлового фонду за обсягом законодавчого регулювання.
Основна частина норм регулює відносини, що складаються в державному житловому фонді, а регулювання порядку користування жилими приміщеннями в будинках приватного житлового фонду носить фрагментарний характер. Для всебічного врегулювання відносин, що складаються в приватному житловому фонді, Кодекс має чітко встановити осіб, що мають право користування приміщенням, що належить до приватного житлового фонду, і забезпечувати захист цього права.
Одночасно, врегулювання потребує порядок утримання приміщень приватного житлового фонду. Так, застарілим виглядає положення статті 153 про сприяння держави в ремонті жилих приміщень, що належать громадянам, не забезпечується встановленням відповідальності обов'язок громадян, передбачений у статті 151 щодо забезпечення схоронності жилого будинку.
У кодексі не встановлено договірний характер відносин між власником та управителем житловим фондом чи окремим будинком, не відображена можливість здійснення управління житловим фондом недержавними організаціями. Проблеми у житлово-комунальному господарстві безпосередньо пов'язані із відсутністю платоспроможного попиту, ринку пропозиції і конкуренції. В той же час, присутні з одного боку безправний споживач, а з другого — безвідповідальне державне (муніципальне) житлово-експлуатаційне підприємство. До того ж доцільно віднести фонд житлово-будівельних кооперативів до приватного житлового фонду, визначивши особливості його експлуатації.
Житловий кодекс містить ряд застарілих положень. Його прийняття федеративною державою зумовило існування положень про визначення компетенції Союзу РСР та УРСР. Житловий Кодекс не враховує сучасну систему органів місцевого самоврядування, відповідно до якої виконавчі органи обласних та районних рад не створюються, а також системи судочинства — до переліку органів, що здійснюють вирішення житлових суперечок (стаття 191), включені арбітраж і третейські суди.
Хоча Житловий кодекс визначає питання регулювання ремонту житлового фонду, проте встановлений ним механізм фінансування витрат на експлуатацію та ремонт не забезпечується. Відповідно до статті 184 Кодексу фінансування здійснюється за рахунок коштів житлово-експлуатаційних організацій, а в разі недостатності цих коштів — за рахунок державного бюджету. Але в наш час[коли?] витрати на капітальний ремонт не включені до плати за утримання будинків, а видатки з державного бюджету не забезпечують потреби в коштах на ремонт.

### Відсильний характер статей
Одним з головних недоліків чинного Житлового Кодексу є те, що більшість його статей мають відсильний характер. Тим часом, кодифікація є такою формою систематизації законодавства, котра передбачає удосконалення змісту законодавства, усунення прогалин та колізій у правовому регулюванні системи відповідних соціальних відносин. Тобто кодифікація (а кодекс є однією з його форм) має на меті систематизувати нормативно-правові акти і тим самим полегшити їх використання.

#### Статті, які мають відсильний характер
- Порядок надання приміщень у будинках державного та громадського житлового фонду регулюється Правилами обліку громадян, які потребують поліпшення житлових умов і надання їм житлових приміщень, затвердженими Постановою Ради Міністрів УРСР від 11.12.84 №470.
- Кодекс регулює порядок користування жилими приміщеннями в будинках державного та громадського житлового фонду. Але Правила користування жилими приміщеннями, затверджені Постановою КМУ від 8.10.92 №572.
- У Кодексі дуже слабо врегульовані відносини, що виникають при забезпеченні громадян жилими приміщеннями в будинках житлово-будівельних кооперативів і користуванні ними. Правила обліку громадян, які бажають вступити до ЖБК, і Примірний статут ЖБК, що визначає його правовий статус, визначені Постановами Ради Міністрів УРСР від 05.06.85 №228, від 30.04.85 №186.
- Кодекс має регулювати відносини щодо забезпечення схоронності житлового фонду, але забезпечення його схоронності, утримання та проведення ремонту Порядок участі в організації та фінансуванні ремонту приватизованих житлових будинків їх колишніх власників визначається Постановою Кабінету Міністрів України від 8.10.92 №572. Проте ні норми Кодексу, ні Постанови не забезпечують надійної дієздатності механізму фінансування ремонту будинків приватного житлового фонду.
- Кодекс певною мірою регулює порядок користування жилими приміщеннями в будинках (квартирах) приватного житлового фонду, зокрема визначає права членів сім'ї власника квартири (будинку), регулює відносини, що виникають у разі користування жилими приміщеннями за умовами договору найму, а також забезпечення жилими приміщеннями громадян, будинки яких підлягають знесенню. Але це правове регулювання носить фрагментарний характер. Водночас є низка нормативно-правових документів (у тому числі Цивільний кодекс, Закон «Про власність» тощо), що регулюють відносини власності на житло.